# Ayasse
L'Ayasse est un affluent de la Doire Baltée qui coule dans la Vallée de Champorcher, dans la basse Vallée d'Aoste.

## Géographie
Il reçoit les eaux du Lac Misérin, dont la source se trouve à 2 580 mètres, dans la haute Vallée de Champorcher ; il se jette dans la Doire Baltée à Hône.